# Брес
Брес (ірл. Bres) — Брес Гарний, Брес Прекрасний, Еохайд Брес, Брес мак Елата — один з правителів Туата Де Дананн в ірландській міфології, фомор, син короля фоморів Елати. 
Згідно з давніми ірландськими легендами та середньовічною традицією — верховний король Ірландії. 
Час правління: 1477—1470 роки до н. е. (відповідно до «Історії Ірландії» Джеффрі Кітінга) або 1897—1890 роки до н. е. згідно з хронікою Чотирьох Майстрів. Син Еріу і фомора Елати.

## Народження Бреса
Одного разу Еріу гуляла на березі моря. Раптом вона побачила в морі величезний срібний корабель, коли корабель причалив до берега, з нього зійшов красивий воїн. Незнайомець і дівчина почали кохатися, коли ж настав час чоловіку йти, Ериу почала гірко плакати. Вона говорила: багато хлопців жадали її кохання, і лише незнайомець запав її у серце, а Еріу навіть не знає імені свого коханого. Воїн представився Елатої, сином Делбаєта. Він подарував дівчині золотий перстень. Елата (ірл. — Elata) передбачив, що тепер у Еріу народиться син, і велів назвати хлопчика Бресом. Незабаром Еріу, дійсно, народила і назвала свого сина Еогайд Брес, як велів її коханий. Хлопчик ріс доволі швидко: вдвічі швидше звичайного.

## Брес— правитель Ірландії
Після того, як Нуада Срібна Рука став калікою, було поставлене питання про те, кому ж правити, адже згідно з повір'ям, скалічений король не міг принести країні процвітання. Тоді обрали Бреса, який був на вигляд дуже красивий. У Ірландії дотепер все, що вважають красивим, чи то рівнина, фортеця, укріплення, ель, смолоскип, жінка або чоловік, порівнюють з ним і говорять: гарний, як Брес.
Проте Брес виявився поганим правителем. Він допустив, щоб вороги Ірландії, фомори Індех, Елата і Тетра обклали країну жахливою даниною. Брес був неймовірно скупий. Так, коли до його двору прийшов філид на ім'я Корпре, син Етайн, скупий король поселив його в тісній комірчині, де не було на що навіть сісти, не те що розвести вогонь або поспати, а годувати гостя Брес наказав черствими коржиками. Незадоволений Корпре заспівав пісню, в якій висміюється ім'я Бреса, а пісня, згідно з уявленнями ірландців, володіла чарівною силою. З тих часів Бреса стали переслідувати нещастя.

## Друга битва при Маг Туїред
Під керівництвом Бреса держава занепала. Тоді туати зажадали, щоб Брес повернув їм королівську владу, щоб він залишив цю посаду. Але хитрий Брес випросив у них семирічне відстрочення, яке було потрібне йому, щоб зібрати «могутніх людей з сідів», тобто фоморов.
Брес відправився по допомогу до матері, яка відкрила таємницю народження Бреса, повідомила сину ім'я батька. Вона приміряла Бресу золотий перстень Елати. Разом вони відправилися до Елати, який холодно зустрів сина, вважаючи, що той заслужив свою долю, правлячи так погано. Але все-таки представив Бреса Балору і Індеху, які зібрали величезне воїнство, щоб знов захопити Ірландію. Це і стало початком війни фоморов з туатами.
Після поразки Брес був захоплений у полон, і щоб відкупиться, він був вимушений навчити Племена богині Дану (туатів), як орати, сіяти і жати (див. Еріу).